# Kein Satō
Keiji Satō, noto come Kein Satō  (佐藤 恵允?, Keiichi Sato; Setagaya, 11 luglio 2001), è un calciatore giapponese, attaccante del Werder Brema.

## Biografia
È nato in Giappone da padre colombiano e madre giapponese, sa parlare, oltre alla sua lingua madre, anche l'inglese. Satō, sotto l'influenza del fratello maggiore, ha iniziato a giocare a calcio all'età di 5 anni. Ha giocato nella squadra del proprio liceo, la Jissen High School della prefettura di Tokyo e poi si è iscritto all'Università Meiji e anche lì ha giocato per la selezione calcistica dell'istituto, fino alla sua laurea. È il cugino del cantante Jesse Lewis.

## Carriera

### Club

#### Werder Brema e FC Tokyo
Nell'agosto del 2023 si è trasferito in Germania dove ha firmato un contratto con il Werder Brema, giocando solo in seconda squadra, vincendo la Bremen-Liga nell'edizione 2023-2024 con la squadra che è stata imbattuta per tutto il torneo, Satō ha segnato in tutto cinque reti.
Torna in Giappone nel 2025 giocando nell'FC Tokyo, la prima rete nel campionato la realizza con un colpo di tacco battendo per 3-1 il Nagoya Grampus

### Nazionale
Viene convocato per giocare con la nazionale Under-23 del 2022 partecipando alla Coppa d'Asia di categoria, conquistando il terzo posto; nella manifestazione, Satō segna un gol sia contro il Tagikistan che contro l'Australia, vincendo per 3-0 entrambe le partite. Il 18 novembre 2023 gioca un'amichevole vinta per 5-2 contro l'Argentina Under-23 dove Satō segna la prima rete della partita. Ai Giochi asiatici vince la medaglia d'argento: Satō sigla una doppietta sconfiggendo per 7-0 la Birmania.
Nel 2024 è stato convocato dalla nazionale olimpica giapponese per partecipare ai Giochi Olimpici Parigi 2024.Nella partita contro il Mali, Satō si rivela determinante per la vittoria: infatti, all'82º minuto di gioco, calcia in porta e benché il portiere avversario Lassine Diarra riesce a eseguire la parata, Rihito Yamamoto segna sulla respinta il gol del decisivo 1-0,con lo stesso risultato si conclude la partita contro Israele dove per merito dell'assist di Satō il Giappone vince grazie al gol di Mao Hosoya.

## Statistiche

### Cronologia presenze e reti in nazionale
| Cronologia completa delle presenze e delle reti in nazionale ― Giappone olimpica | Cronologia completa delle presenze e delle reti in nazionale ― Giappone olimpica | Cronologia completa delle presenze e delle reti in nazionale ― Giappone olimpica | Cronologia completa delle presenze e delle reti in nazionale ― Giappone olimpica | Cronologia completa delle presenze e delle reti in nazionale ― Giappone olimpica | Cronologia completa delle presenze e delle reti in nazionale ― Giappone olimpica | Cronologia completa delle presenze e delle reti in nazionale ― Giappone olimpica | Cronologia completa delle presenze e delle reti in nazionale ― Giappone olimpica |
| Data                                                                             | Città                                                                            | In casa                                                                          | Risultato                                                                        | Ospiti                                                                           | Competizione                                                                     | Reti                                                                             | Note                                                                             |
| -------------------------------------------------------------------------------- | -------------------------------------------------------------------------------- | -------------------------------------------------------------------------------- | -------------------------------------------------------------------------------- | -------------------------------------------------------------------------------- | -------------------------------------------------------------------------------- | -------------------------------------------------------------------------------- | -------------------------------------------------------------------------------- |
| 24-7-2024                                                                        | Bordeaux                                                                         | Giappone olimpica                                                                | 5 – 0                                                                            | Paraguay olimpica                                                                | Olimpiadi 2024 - 1º turno                                                        | -                                                                                | 35’                                                                              |
| 27-7-2024                                                                        | Bordeaux                                                                         | Giappone olimpica                                                                | 1 – 0                                                                            | Mali olimpica                                                                    | Olimpiadi 2024 - 1º turno                                                        | -                                                                                | 69’                                                                              |
| 30-7-2024                                                                        | Nantes                                                                           | Israele olimpica                                                                 | 0 – 1                                                                            | Giappone olimpica                                                                | Olimpiadi 2024 - 1º turno                                                        | -                                                                                |                                                                                  |
| 2-8-2024                                                                         | Lione                                                                            | Giappone olimpica                                                                | 0 – 3                                                                            | Spagna olimpica                                                                  | Olimpiadi 2024 - Quarti di finale                                                | -                                                                                | 67’                                                                              |
| Totale                                                                           |                                                                                  | Presenze                                                                         | 4                                                                                |                                                                                  | Reti                                                                             | 0                                                                                |                                                                                  |

| Cronologia completa delle presenze e delle reti in nazionale ― Giappone under 23 | Cronologia completa delle presenze e delle reti in nazionale ― Giappone under 23 | Cronologia completa delle presenze e delle reti in nazionale ― Giappone under 23 | Cronologia completa delle presenze e delle reti in nazionale ― Giappone under 23 | Cronologia completa delle presenze e delle reti in nazionale ― Giappone under 23 | Cronologia completa delle presenze e delle reti in nazionale ― Giappone under 23 | Cronologia completa delle presenze e delle reti in nazionale ― Giappone under 23 | Cronologia completa delle presenze e delle reti in nazionale ― Giappone under 23 |
| Data                                                                             | Città                                                                            | In casa                                                                          | Risultato                                                                        | Ospiti                                                                           | Competizione                                                                     | Reti                                                                             | Note                                                                             |
| -------------------------------------------------------------------------------- | -------------------------------------------------------------------------------- | -------------------------------------------------------------------------------- | -------------------------------------------------------------------------------- | -------------------------------------------------------------------------------- | -------------------------------------------------------------------------------- | -------------------------------------------------------------------------------- | -------------------------------------------------------------------------------- |
| 26-10-2021                                                                       | Hirono                                                                           | Giappone under 23                                                                | 4 – 0                                                                            | Cambogia under 23                                                                | Qualificazioni Coppa d'Asia AFC Under-23 2022                                    | -                                                                                |                                                                                  |
| 28-10-2021                                                                       | Hirono                                                                           | Hong Kong under 23                                                               | 0 – 4                                                                            | Giappone under 23                                                                | Qualificazioni Coppa d'Asia AFC Under-23 2022                                    | -                                                                                | 46’                                                                              |
| 9-6-2022                                                                         | Tashkent                                                                         | Giappone under 23                                                                | 3 – 0                                                                            | Tagikistan under 23                                                              | Coppa d'Asia AFC Under-23 2022                                                   | 1                                                                                | 58’                                                                              |
| 12-6-2022                                                                        | Tashkent                                                                         | Corea del Sud under 23                                                           | 0 – 3                                                                            | Giappone under 23                                                                | Coppa d'Asia AFC Under-23 2022                                                   | -                                                                                | 46’                                                                              |
| 15-6-2022                                                                        | Tashkent                                                                         | Uzbekistan under 23                                                              | 2 – 0                                                                            | Giappone under 23                                                                | Coppa d'Asia AFC Under-23 2022                                                   | -                                                                                | 58’                                                                              |
| 18-6-2022                                                                        | Tashkent                                                                         | Giappone under 23                                                                | 3 – 0                                                                            | Australia under 23                                                               | Coppa d'Asia AFC Under-23 2022                                                   | 1                                                                                | 85’                                                                              |
| 22-9-2022                                                                        | Marbella                                                                         | Svizzera under 23                                                                | 2 – 1                                                                            | Giappone under 23                                                                | Amichevole                                                                       | -                                                                                | 46’                                                                              |
| 26-9-2022                                                                        | Castel di Sangro                                                                 | Italia under 23                                                                  | 1 – 1                                                                            | Giappone under 23                                                                | Amichevole                                                                       | -                                                                                | 46’                                                                              |
| 18-11-2022                                                                       | Siviglia                                                                         | Spagna under 23                                                                  | 2 – 0                                                                            | Giappone under 23                                                                | Amichevole                                                                       | -                                                                                | 62’                                                                              |
| 24-3-2023                                                                        | Francoforte sul Meno                                                             | Germania under 23                                                                | 2 – 2                                                                            | Giappone under 23                                                                | Amichevole                                                                       | 1                                                                                | 77’                                                                              |
| 27-3-2023                                                                        | Murcia                                                                           | Belgio under 23                                                                  | 3 – 2                                                                            | Giappone under 23                                                                | Amichevole                                                                       | 1                                                                                | 46’                                                                              |
| 10-6-2023                                                                        | Newport                                                                          | Inghilterra under 23                                                             | 0 – 2                                                                            | Giappone under 23                                                                | Amichevole                                                                       | -                                                                                | 61’                                                                              |
| 14-6-2023                                                                        | Wiener Neustadt                                                                  | Paesi Bassi under 23                                                             | 0 – 0                                                                            | Giappone under 23                                                                | Amichevole                                                                       | -                                                                                | 73’                                                                              |
| 20-9-2023                                                                        | Hangzhou                                                                         | Giappone under 23                                                                | 3 – 1                                                                            | Qatar under 23                                                                   | Calcio ai XIX Giochi Asiatici                                                    | -                                                                                |                                                                                  |
| 9-9-2023                                                                         | Al Muharraq                                                                      | Palestina under 23                                                               | 0 – 1                                                                            | Giappone under 23                                                                | Qualificazioni Coppa d'Asia AFC Under-23 2024                                    | -                                                                                | 76’                                                                              |
| 28-9-2023                                                                        | Hangzhou                                                                         | Giappone under 23                                                                | 7 – 0                                                                            | Birmania under 23                                                                | Calcio ai XIX Giochi Asiatici                                                    | 2                                                                                | 46’                                                                              |
| 1-10-2023                                                                        | Hangzhou                                                                         | Giappone under 23                                                                | 2 – 1                                                                            | Corea del Nord under 23                                                          | Calcio ai XIX Giochi Asiatici                                                    | -                                                                                | 90+1’                                                                            |
| 4-10-2023                                                                        | Hangzhou                                                                         | Hong Kong under 23                                                               | 0 – 4                                                                            | Giappone under 23                                                                | Calcio ai XIX Giochi Asiatici                                                    | -                                                                                | 77’                                                                              |
| 7-10-2023                                                                        | Hangzhou                                                                         | Corea del Sud under 23                                                           | 2 – 1                                                                            | Giappone under 23                                                                | Calcio ai XIX Giochi Asiatici                                                    | -                                                                                | 90+6’                                                                            |
| 18-11-2023                                                                       | Shimizu                                                                          | Giappone under 23                                                                | 5 – 2                                                                            | Argentina under 23                                                               | Amichevole                                                                       | 1                                                                                | 44’                                                                              |
| 22-3-2024                                                                        | Kameoka                                                                          | Giappone under 23                                                                | 1 – 3                                                                            | Mali under 23                                                                    | Amichevole                                                                       | -                                                                                | 76’                                                                              |
| 25-3-2024                                                                        | Kitakyūshū                                                                       | Giappone under 23                                                                | 2 – 0                                                                            | Ucraina under 23                                                                 | Amichevole                                                                       | 1                                                                                | 78’                                                                              |
| 16-4-2024                                                                        | Al Rayyan                                                                        | Giappone under 23                                                                | 1 – 0                                                                            | Cina under 23                                                                    | Coppa d'Asia AFC Under-23 2024                                                   | -                                                                                | 67’                                                                              |
| 19-4-2024                                                                        | Al Rayyan                                                                        | Emirati Arabi Uniti under 23                                                     | 0 – 2                                                                            | Giappone under 23                                                                | Coppa d'Asia AFC Under-23 2024                                                   | -                                                                                |                                                                                  |
| 22-4-2024                                                                        | Al Rayyan                                                                        | Giappone under 23                                                                | 0 – 1                                                                            | Corea del Sud under 23                                                           | Coppa d'Asia AFC Under-23 2024                                                   | -                                                                                | 64’                                                                              |
| 25-4-2024                                                                        | Al Rayyan                                                                        | Qatar under 23                                                                   | 2 – 4 dts                                                                        | Giappone under 23                                                                | Coppa d'Asia AFC Under-23 2024                                                   | -                                                                                | 83’                                                                              |
| 29-4-2024                                                                        | Al Rayyan                                                                        | Giappone under 23                                                                | 2 – 0                                                                            | Iraq under 23                                                                    | Coppa d'Asia AFC Under-23 2024                                                   | -                                                                                | 79’                                                                              |
| 3-5-2024                                                                         | Al Rayyan                                                                        | Giappone under 23                                                                | 1 – 0                                                                            | Uzbekistan under 23                                                              | Coppa d'Asia AFC Under-23 2024                                                   | -                                                                                | 71’                                                                              |
| 11-6-2024                                                                        | Kansas City                                                                      | Stati Uniti under 23                                                             | 0 – 2                                                                            | Giappone under 23                                                                | Amichevole                                                                       | -                                                                                | 69’                                                                              |
| 17-7-2024                                                                        | Tolone                                                                           | Francia under 23                                                                 | 1 – 1                                                                            | Giappone under 23                                                                | Amichevole                                                                       | -                                                                                | 62’                                                                              |
| Totale                                                                           |                                                                                  | Presenze                                                                         | 30                                                                               |                                                                                  | Reti                                                                             | 8                                                                                |                                                                                  |

## Palmarès

### Nazionale
- Giochi asiatici: 1

2022
- Coppa d'Asia Under-23: 1

2024